# 進士 (日本)
進士（しんし）とは、律令制において式部省が行った秀才・明経に次ぐ第三の官吏登用試験。進士試（しんしし）とも。

## 概説
博く群書に通じ才学の高い人物を登用するため、「治国之要務」（時事問題）を問う時務策と呼ばれる論文が2題と『文選』の中から7首、『爾雅』の中から3首、合計10首の帖試（本文を暗記させて、出題者が示した空白部分を暗唱させる課題）を課した。甲乙丙の3段階で評価され、甲第と乙第に評定されると及第とされ、前者は従八位下、後者は大初位上に叙された。だが、及第には論文2題がともに文章・論旨ともに適格とされて合格と判断され、かつ帖試は甲第が全問、乙第が6問以上の正答を必要としたため、極めて難問であった。歴史上、甲第として知られる例は716年（霊亀2年）に遣唐留学生に選ばれた下道真備（吉備真備）など数少ない。また庶民から進士に合格し下級官人となり、最終的に貴族にまでなった人物として勇山文継が知られている。
秀才などに比較して及第者に対する叙位が低い一方で、出題が難問であったために志願者が少なく、平安時代の貞観年間に廃止され、「進士」の呼称は漢文作成の試験で選抜された紀伝道学生である文章生に対する別称となった。